# Freddy Mosquera
Aldair Mosquera (Cúcuta, Norte de Santander, Colombia; 8 de febrero de 1999) es un futbolista colombiano que juega de guardameta y actualmente juega en rio san juan HUMI de la Copa simon bolivar de bolivia 

## Trayectoria

### Deportes Tolima
En enero de 2020 llega al Deportes Tolima para entrenar con el equipo profesional y así lograr una oportunidad en la titular, su último equipo fue las inferiores del Cúcuta Deportivo.

## Club
| Club                     | País     | Año           |
| ------------------------ | -------- | ------------- |
| Deportes Tolima          | Colombia | 2020          |
| Águilas Doradas          | Colombia | 2021-2022     |
| CANS                     | Bolivia  | 2023          |
| Wilstermann Cooperativas | Bolivia  | 2023-presente |